# 咩羅皮
咩羅皮，為中國古代唐朝六詔邆賧詔君主之一，是邆賧詔第二任君主，承襲豐咩，在位年期不明。
| 前任： 豐咩 | 唐朝六詔邆賧詔君主 | 繼任： 皮羅邆 |